# Jan Kott
Jan Kott (ur. 27 października 1914 w Warszawie, zm. 22 grudnia 2001 w Santa Monica) – polski krytyk i teoretyk teatru, poeta, tłumacz, eseista, krytyk literacki, współzałożyciel lewicowego tygodnika „Kuźnica”.
Kott był autorem ponad 30 książek, w których zajmuje się teatrem od czasów antycznych po współczesne. Najbardziej znane są jego interpretacje dramatów Szekspira: Szkice o Szekspirze (1961), wydane później w poszerzonej wersji jako Szekspir współczesny (1965), wielokrotnie wznawiane i przetłumaczone na wiele języków, m.in. angielski, niemiecki, francuski, hiszpański, portugalski, grecki i arabski.
Publikował artykuły w „Dialogu” i „Twórczości”, oraz między innymi w „The New Republic”, „Partisan Review”, „The New York Times Book Review”, „Theater Quarterly”, „The Drama Review”. Współpracował z londyńskimi „Wiadomościami”. Pod koniec życia publikował w „Tygodniku Powszechnym” i „Zeszytach Literackich”. 
Jest laureatem wielu nagród, m.in. Nagrody Herdera (Wiedeń 1964), Nagrody Alfreda Jurzykowskiego (Nowy Jork 1976), Nagrody George’a G. Nathana za zbiór The Theater of Essence (1985). 

## Życiorys
Pochodził z mieszczańskiej, od kilku pokoleń spolonizowanej, rodziny żydowskiej. W 1919 roku został ochrzczony, był praktykującym katolikiem i nawet pod wpływem rozmów z Jakiem Maritainem rozważał wstąpienie do zakonu. W 1927 rozpoczął naukę w gimnazjum im. Adama Mickiewicza w Warszawie. Jego kolegami klasowymi byli Ryszard Matuszewski i Jan Nowak-Jeziorański, z którymi przyjaźnił się do końca życia. W 1929, w wieku 15 lat, założył grupę „Młoda Swastyka” i odbijał na hektografie pismo o tej samej nazwie.
W latach 1932–1936 studiował prawo na Uniwersytecie Warszawskim. Na początku studiów wstąpił do Związku Polskiej Młodzieży Demokratycznej, z którego wystąpił w 1934 roku.  
Jego debiutem literackim był artykuł Kryzys zamiłowań estetycznych w piłsudczykowskiej „Kuźni Młodych” z 1932. W 1934 wraz z Ryszardem Matuszewskim i Włodzimierzem Pietrzakiem założył Klub Artystyczny „S” w wydawnictwie Hoesicka, do czego namówił ich pracujący w księgarni wydawnictwa subiekt Adam Bromberg. Równocześnie Związał się z Kołem Polonistów UW i Kołem Socjologii Pozytywnej. Działalność w Kole Polonistów, zdominowanym przez marksistę Stefana Żółkiewskiego, miała duże znaczenie w kształtowaniu światopoglądu Kotta (wówczas wziął udział w nielegalnej demonstracji komunistycznej, za co przesiedział kilka dni w areszcie). W 1936 przeszedł kurs podchorążówki w Zambrowie. Po odbyciu rocznej służby pracował krótko w Państwowym Zakładzie Ubezpieczeń Społecznych.
W 1938 roku zaczął studiować romanistykę na Sorbonie w Paryżu, gdzie poznał Lidię Janinę Steinhaus (1919–2000), córkę wybitnego matematyka Hugona Steinhausa, z którą ożenił się w czerwcu 1939. Po wybuchu wojny wrócił z Paryża do Polski i brał udział w Kampanii Wrześniowej. Lata okupacji spędził najpierw we Lwowie, a następnie w Warszawie po aryjskiej stronie, ukrywając swoje żydowskie pochodzenie. Od 1943 był członkiem PPR, od 1944 oficerem AL i redaktorem konspiracyjnego czasopisma „Młoda Demokracja”.

### Okres powojenny
Po wojnie blisko związany z władzą komunistyczną, współzałożyciel i redaktor lewicowego tygodnika „Kuźnica” – organu PPR dla intelektualistów (1945–1948). W 1947 uzyskał doktorat z romanistyki na Uniwersytecie Łódzkim. W 1948 współzałożyciel Instytutu Badań Literackich PAN. Po zjednoczeniu PPR i PPS został członkiem Polskiej Zjednoczonej Partii Robotniczej.
W latach 50. atakował „wrogów socjalizmu” – od Kościoła katolickiego, zbrojnego podziemia i gen. Andersa po „reakcyjnych” twórców. Oceniał krytycznie m.in. twórczość Zygmunta Krasińskiego, Stanisława Wyspiańskiego, Stefana Żeromskiego, Henryka Sienkiewicza i Josepha Conrada. Gwałtownie atakował wymowę Lorda Jima Conrada, widząc w głoszonych w nim ideałach heroizmu i honoru wzór „niebezpiecznej ideologii”, wyznawanej później przez żołnierzy AK, którą oskarżał o faszyzację. Krytykował Kamienie na szaniec Aleksandra Kamińskiego, uważając je za groźną książkę, na której wychowało się pokolenie kondotierów. Ewa Siedlecka, wspominając o jego działalności we wczesnych latach 50., określiła go mianem „cynicznego młodego marksisty”. Natomiast jego przyjaciele, w tym Jan Nowak-Jeziorański, postrzegali go jako pasjonata zdolnego do silnych i nieracjonalnych entuzjazmów.  Sam Kott w Kamiennym Potoku, zbiorze autobiograficznych szkiców, opisał okres stalinowski w swoim życiu jako czas zauroczenia i totalnego oślepienia. Nazwie to, za Miłoszem, skutkiem „heglowskiego ukąszenia”. 
Po IV Zjeździe Związku Literatów Polskich w 1949, który uczynił socrealizm obowiązującą doktryną, skoncentrował się na działalności dydaktycznej oraz badaniu twórczości Stanisława Trembeckiego. Był profesorem Uniwersytetu Wrocławskiego (1949–1952) i Uniwersytetu Warszawskiego (1952–1969). W 1957 wystąpił z PZPR i związał się ze środowiskami kontestującymi rzeczywistość PRL-u, a w 1964 podpisał List 34 skierowany przeciwko cenzurze. 
W działalności krytycznoliterackiej skoncentrował się na Szekspirze, stając się z czasem światowej sławy szekspirologiem i teatrologiem: „Odkryciem Kotta jest odnalezienie w Kronikach Szekspira konstrukcji dramatycznej pokazującej mechanizm władzy i funkcjonowanie koła napędowego historii”. Kott odkrył niespodziewane pokrewieństwo między Szekspirem i Samuelem Beckettem, które to pokrewieństwo ujawnił Peter Brook w inscenizacji Króla Leara z 1964. Esej Kotta zainspirował słynną inscenizację Snu nocy letniej Petera Brooka na Broadwayu 1970.

### Emigracja
W 1966 wyjechał do Stanów Zjednoczonych, gdzie wykładał na Uniwersytecie Yale i Uniwersytecie Kalifornijskim w Berkeley. Po wydarzeniach marca 1968 został przez władze PRL pozbawiony tytułu profesora i wystąpił o azyl w USA. Od 1969 wykładał na Nowojorskim Uniwersytecie Stanowym w Stony Brook (do emerytury w 1983). W 1979 roku otrzymał obywatelstwo amerykańskie. Publikował książki i artykuły, m.in. w „The New Republic”, „Partisan Review”, „The New York Review”, „Theater Quarterly” czy „The Drama Review”, współpracował też z londyńskimi „Wiadomościami”. W 1976 został głównym dramaturgiem w Burgtheater w Wiedniu.  
Po przejściu na emeryturę wykładał jeszcze w The Getty’s Center w Santa Monica. Członek honorowy Modern Language Association of America, członek prestiżowego Stowarzyszenia Phi Beta. W ostatnich latach życia publikował w „Tygodniku Powszechnym”, „Zeszytach Literackich”, „Dialogu” i „Twórczości”. Był członkiem Stowarzyszenia Pisarzy Polskich. Podpisał list pisarzy polskich na Obczyźnie, solidaryzujących się z sygnatariuszami protestu przeciwko zmianom w Konstytucji Polskiej Rzeczypospolitej Ludowej (List 59). 
Archiwum Jana Kotta znajduje się w Archiwum Emigracji w Bibliotece Uniwersyteckiej w Toruniu.

## Publikacje
- Podwojony świat (1936) (zbiór wierszy)
- Mitologia i realizm. Szkice literackie (1946)
- Węgiel (1946) (publicystyka)
- Po prostu. Szkice i zaczepki (1946)
- O społecznym awansie (1947) (publicystyka)
- O „Lalce” Bolesława Prusa (1948)
- Szkoła klasyków (1949)
- Nowy Świętoszek (1950) (komedia, razem ze Stanisławem Dygatem)
- Trembecki w świetle rękopisów i pierwodruków (1950)
- Trwałe wartości literatury polskiego Oświecenia (1951)
- Wiktor Hugo – pisarz walczący (1952)
- Jak wam się podoba (recenzje teatralne, cz. 1 – 1955, cz. 2 – 1957, cz. 3 – 1962)
- Postęp i głupstwo. Szkice (t. 1. Publicystyka. Notatki z podróży 1945-1956, tom 2. Krytyka literacka. Wspomnienia 1945–1956, 1956)
- Szkice o Szekspirze (1961)
- Szekspir współczesny (1965)
- Aloes. Dzienniki i małe szkice (1969)
- Zjadanie bogów. Szkice o tragedii greckiej (1986)
- Kamienny potok. Szkice (1981)
- Przyczynek do biografii (1990)
- Pisma wybrane (tom 1–3, 1991)
- Płeć Rozalindy. Interpretacje. Marlowe, Szekspir, Webster, Büchner, Gautier (1992)
- Nowy Jonasz i inne szkice (1994)
- Bajeczki dla Lidusi (1994)
- Kadysz. Strony o Tadeuszu Kantorze (1997)
- Lustro. O ludziach i teatrze (2000)
- Powiastki dla wnuczek (2002)
- tłumaczenie Ladacznicy z zasadami Sartre’a

## Ordery i odznaczenia
- Order Sztandaru Pracy II klasy (22 lipca 1949)[10]
- Złoty Krzyż Zasługi (8 maja 1946)[11]
- Krzyż Walecznych (1945)[12]
- Oficer Orderu Sztuki i Literatury (Francja)[12][13]

## Najważniejsze nagrody
- 1955 – Nagroda Państwowa II stopnia za twórczość eseistyczną w minionym dziesięcioleciu[14]
- 1964 – Nagroda im. Herdera
- 1985 – amerykańska nagroda George’a G. Nathana dla najlepszego krytyka teatralnego roku
- 1988 – nagroda Sekcji Krytyków Teatralnych Polskiego Ośrodka ITI (Międzynarodowego Instytutu Teatralnego) za Zjadanie bogów
- 1998 – nagroda im. Tadeusza Kantora